# Pothyne sikkimana
Pothyne sikkimana är en skalbaggsart som beskrevs av Stefan von Breuning 1968. Pothyne sikkimana ingår i släktet Pothyne och familjen långhorningar. Inga underarter finns listade i Catalogue of Life.